# Cryptocephalus infirmior
Cryptocephalus infirmior là một loài bọ cánh cứng trong họ Chrysomelidae. Loài này được Kraatz miêu tả khoa học năm 1876.